# لوکاس پلتور

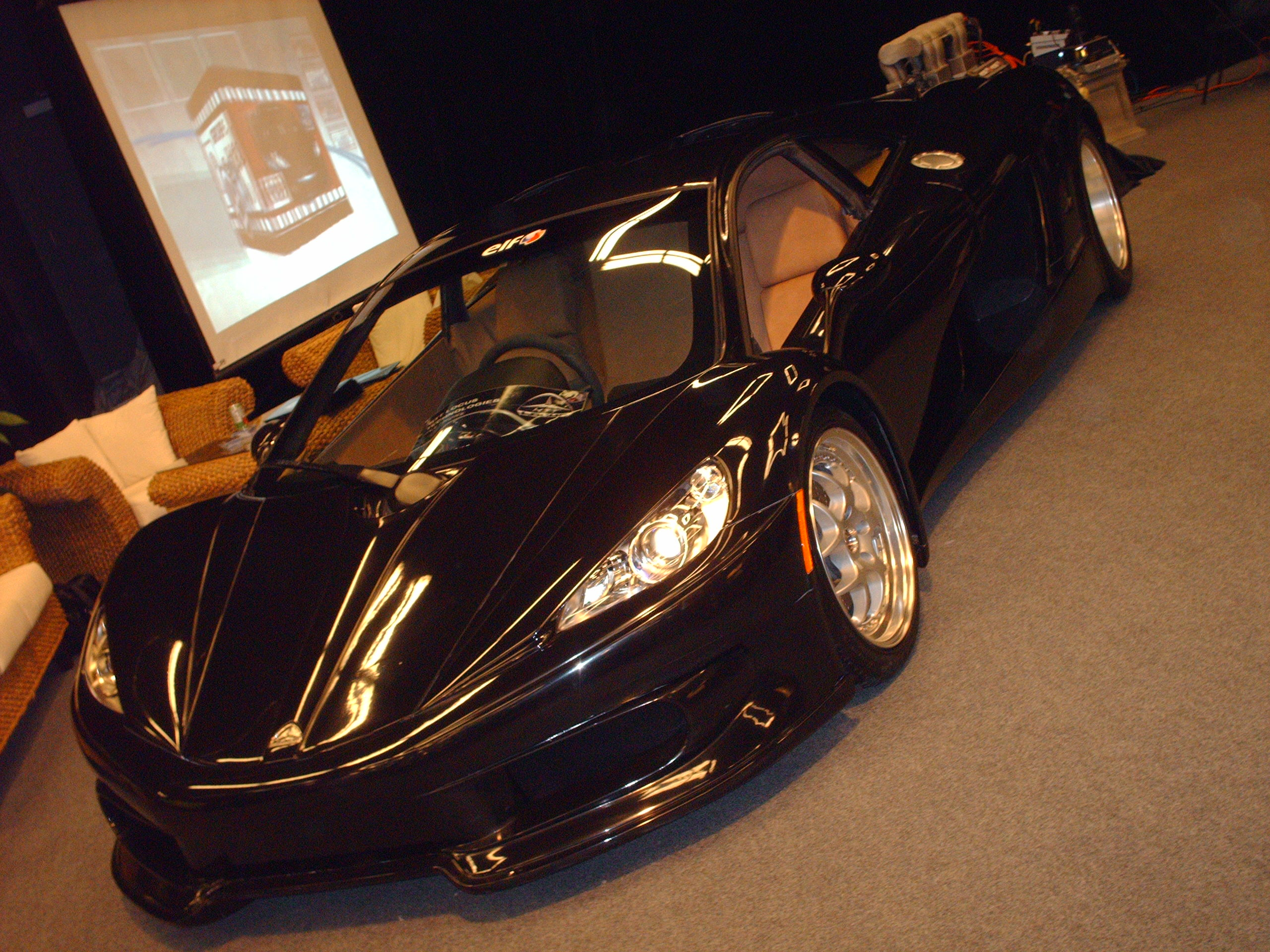

لوکاس پلتور (Locus Plethore) خودرویی است که در سال‌های ۲۰۱۰ تا در کبک و کانادا تولید شده‌است.
طراحی آن موتور وسط، توزیع نیروی پیشران بوده طول آن در حالت طبیعی ۴۵۲ سانتیمتر (۱۷۸٫۰ اینچ)، عرض آن در حالت طبیعی ۲۲۲ سانتیمتر (۸۷٫۴ اینچ) و ارتفاع آن در حالت طبیعی ۱۱۲ سانتیمتر (۴۴٫۱ اینچ) و وزن آن در حالت طبیعی ۱٬۱۳۴ کیلوگرم (۲٬۵۰۰ پوند) است. سیستم جعبه‌دندهٔ آن ۶ دنده به صورت دستی است.